# Officinell
Officinell (officinalis, från latinets officina, verkstad, här i betydelsen apotek) är en term som användes[när?] om droger, kemiska ämnen eller blandningar som tjänade som läkemedel och därför borde finnas i ett apotek (officin).
Senare kom det att beteckna sådana kemikalier, droger och beredningar som var upptagna i Svenska farmakopén och därmed reglerade i fråga om fysikaliska och kemiska egenskaper, halt av verksamma beståndsdelar med mera.